# 障害を持つアメリカ人法
障害を持つアメリカ人法（しょうがいをもつアメリカじんほう、英語: Americans with Disabilities Act of 1990）は、1990年に制定された連邦法。ADAとも呼ばれる。また、アメリカ障害者法とも翻訳される。障害者の差別禁止、及び障害者が他者と同じくアメリカでの生活を営むことができる機会を保証する公民権法。

## 概要
この法律は障害による差別を禁止する適用範囲の広い公民権法の一つである。1964年の公民権法は、人種（race）、肌の色（color）、信仰（religion）、性別（sex）または出身国（national origin）による差別を違法と規定するものであるが、障害者に対する差別に関する規定はなかった。ADAの成立により、障害者は1964年の公民権法により保護されていた者と同様に、差別からの保護を与えられたものと評価される。
ADA法は大きく4つの柱からなる。
- Title I - Employment （雇用）

一定の公的機関や15人以上の従業員を有する民間企業など、雇用時において身体や精神の障害を理由とする差別的取扱いを行うことを禁ずるもの。定義の第9項には「合理的配慮」について、設備を利用可能なものにすること(A)、求職にあたっての介護機具の調整、訓練のための器具や政策の適切な調整と変更、資格を有した読み上げ人や通訳の配備(B)が規定されている。この項目は障害者権利条約第2条が定義する「合理的配慮」にも影響を与えた。
- Title II - Public Services （公共サービス）
- Title III - Public Accommodations （公共施設での取扱い）
- Title IV - Telecommunications （電話通信）

なお、2008年に改正法がアメリカ合衆国議会を通過し、2009年から施行されている。改正法においては、従来に比較し、障害者の範囲を拡大している。